# هيلدا غولشميدت
هيلدا غولشميدت (بالألمانية: Hilde Goldschmidt)‏ هي رسامة ألمانية، ولدت في 7 سبتمبر 1897 في لايبزيغ في ألمانيا، وتوفيت في 7 أغسطس 1980 في كتسبويل في النمسا.